# Liste der Kulturdenkmäler in Ludwigshafen-Friesenheim
In der Liste der Kulturdenkmäler in Ludwigshafen-Friesenheim sind alle Kulturdenkmäler des Stadtteils Friesenheim der rheinland-pfälzischen Stadt Ludwigshafen am Rhein aufgeführt. Grundlage ist die Denkmalliste des Landes Rheinland-Pfalz (Stand: 18. November 2024).

## Denkmalzonen
| Bezeichnung                                 | Lage | Baujahr      | Beschreibung | Bild                           |
| ------------------------------------------- | --- | ------------ | --- | ------------------------------ |
| Denkmalzone Aschantidorf                    | Brunckstraße 1–21, Carl-Bosch-Straße 56–100, Kékuléplatz 1–8, Leopoldstraße 1–17, Liebermannstraße 1–7 und 9, Wolframstraße 1–16 Lage | 1921/22      | Wohnsiedlung mit betont ländlichem Charakter für wissenschaftliche Angestellte der BASF SE, 1921/22, Architekt Baumeister Strang; eineinhalb- bis zweigeschossige Reihenhäuser mit Gärten, kunststeingegliederte Walm- oder Krüppelwalmdachbauten | weitere Bilder Fotos hochladen |
| Denkmalzone Ebertpark                       | Erzbergerstraße Lage | 1925         | 1925 anlässlich der Süddeutschen Gartenbauausstellung angelegt, Entwurf und Ausführung Gartenbauarch. C. W. Siegloch, unter Mitwirkung von Stadtbaurat Hans Graf; im Zentrum des Gartenparterres Sternbassin mit Fontänenanlage, ellipsenförmige Gartenwege, zwei polygonale Kassenhäuser, zwei pavillonartige Kioskhäuschen mit Pagodendächern (Erzberger Straße 71, 73), Turmrestaurant (Erzberger Straße 69) mit zweigeschossigem Zentralbau mit Ringpultdach, eingeschossige Seitenflügel mit Walmdächern, konchenförmige Konzertmuschel, 1927; Bogenschütze, Bronzeplastik von Ernst Moritz Geyger | weitere Bilder Fotos hochladen |
| Denkmalzone Ebertsiedlung                   | Ebertstraße 1–46, Erzbergerstraße 66–68, Hohenzollernstraße 53–75, Ernst-Lehmann-Straße 1–21, Benzstraße 2–16 Lage                    | 1927–36      | in zwei Abschnitten errichtete weiträumige Bauanlage, 1927–36, erbaut von der Gemeinnützigen Aktiengesellschaft für Wohnungsbau (GAG) unter Mitwirkung der Architekten H. Trum und W. Scholler; erster Bauabschnitt: langgestreckte dreigeschossige Wohnblöcke mit Walmdächern um mehrere Innenhöfe, viergeschossige Turmbauten mit Flachdächern; im zweiten Bauabschnitt (1935/36) historisierende Gestaltungselemente | weitere Bilder Fotos hochladen |
| Denkmalzone Fichtesiedlung                  | Fichtestraße 18–24, Hüttenmüllerstraße 1–8, Schwalbenweg 31–37, Sperlinggasse 1–15, Hohenzollernstraße 68–82 Lage                     | ab 1923      | ab 1923 für Arbeiter und Beamte der BASF SE nach Plänen des Baumeisters Strang errichtete Wohnsiedlung, symmetrisch angeordnete dreigeschossige Putzbauten in neubarocker Gestaltung um begrünte Innenhöfe, Vorgärten, im Norden und im Süden je eine Allee | weitere Bilder Fotos hochladen |
| Denkmalzone Siedlung an der Geibelstraße    | Geibelstraße 26–50 und 41–55, Bremser Straße 4–14, Schopenhauerstraße 11–21, Schellingstraße 1–5 Lage                                 | 1939/41–1951 | Wohnsiedlung für Werksangehörige der BASF SE, lang gestreckte Baublocks mit dreigeschossigen Walmdachbauten um begrünte Innenhöfe, im Zentrum turmartig erhöhter Torbau, 1939/41–1951; erbaut von der Gemeinnützigen Aktiengesellschaft für Wohnungsbau (GAG), Architekt G. Hook, Ludwigshafen. | weitere Bilder Fotos hochladen |
| Denkmalzone Siedlung an der Nietzschestraße | Arnimstraße 34 b–42, Drosselweg 1, Kuckucksweg 2, Leuschnerstraße 121 a–129, Nietzschestraße 2–28 und 5–35, Platenstraße 23–33 Lage   | 1920–1922    | Siedlung für Kriegsteilnehmer und -hinterbliebene, Häuserzeilen aus zweigeschossigen Putzbauten mit Sandsteingliederung in historisierenden Formen, im Sinne der Gartenstadtbewegung mit Vorgärten, Nutz- und Ziergärten und begrünten Freiflächen; erbaut von der Gemeinnützigen Aktiengesellschaft für Wohnungsbau (GAG) nach Plänen von Karl Grein, Karl Schuler und den Architekten Marx & Wagner. | weitere Bilder Fotos hochladen |

## Einzeldenkmäler
| Bezeichnung                  | Lage                                         | Baujahr   | Beschreibung | Bild                           |
| ---------------------------- | -------------------------------------------- | --------- | --- | ------------------------------ |
| Katholische St. Galluskirche | Erasmus-Bakke-Straße 47 Lage                 | 1848/1849 | neuromanischer Saalbau, 1848/1849, Architekten Jakob und Gabriel Foltz, Speyer; mit Ausstattung | weitere Bilder Fotos hochladen |
| Friedrich-Ebert-Halle        | Erzbergerstraße 89, Kopernikusstraße Lage    | 1962–65   | Mehrzweckhalle mit Schalentragwerk aus vorgespanntem Stahlbeton in Form eines hyperbolischen Paraboloids, 1962–65, Architekt Roland Rainer, Wien; bildet eine bauliche Gesamtanlage mit den städtebaulich auf die Halle bezogenen Außenanlagen, insbesondere dem Quellgarten als typischer Park- und Grünanlage der 1960er Jahre mit Wasserbecken, Pergolen, Wegeführung, Rasenflächen und verschiedenen Anpflanzungen, 1964–66, Viktor von Medem, Gartenamt Ludwigshafen | weitere Bilder Fotos hochladen |
| Eulenbrunnen                 | Friesenstraße, im Friesenpark Lage           | 1913      | Schalenbrunnen mit stilisierten Eulen, Gussstein, 1913, Bildhauer Peter Gelbert | Fotos hochladen                |
| Wohn- und Geschäftshaus      | Geibelstraße 67 Lage                         | 1905/1906 | dreigeschossiges Wohn- und Geschäftshaus, sandsteingegliederter Backsteinbau, gotisierender Jugendstil, bezeichnet 1905/06, Architekt Martin Braun, Gauben 1918 | Fotos hochladen                |
| Wohnhaus                     | Geibelstraße 89 Lage                         | 1902      | dreigeschossiges Zeilenwohnhaus, Neurokoko- und Jugendstilmotive, 1902, Architekt Adam Wolf | Fotos hochladen                |
| Katholische Kirche St. Josef | Hegelstraße 51 Lage                          | 1950–56   | basilikal angelegter Putzbau in Stahlbetonbauweise über kreuzförmigem Grundriss mit Seitenschiffen und Glockenturm, 1950–56, Architekt Philipp Blaumer, Ludwigshafen; mit bauzeitlichet Ausstattung | weitere Bilder Fotos hochladen |
| Neuapostolische Kirche       | Hohenzollernstraße 43 Lage                   | 1949/50   | hausartiger, werksteingegliederter Saalbau mit niedrigem Verwaltungsbau, 1949/50, Architekt Ludwig König, Oggersheim; mit Ausstattung | weitere Bilder Fotos hochladen |
| Friedhofskapelle             | Kopernikusstraße 55 Lage                     | 1926/27   | Friedhofskapelle; Saalbau mit Dachreiter, eingeschossige Flügel mit Walmdächern, 1926/27, Auferstehungsrelief von Theobald Hauck, Portalskulpturen von William F. C. Ohly; von ihm auch etwa gleichzeitiger Franziskusbrunnen, Gussstein und Bronze; Flachdachanbau 1968 | weitere Bilder Fotos hochladen |
| Evangelische Friedenskirche  | Leuschnerstraße 58 Lage                      | 1925/26   | kreisrunder Zentralbau mit kegelförmigem Kupferdach, Stahlbetonkonstruktion mit offenem Mittelturm, 1925/26 und 1931/32, Architekten Karl Latteyer und Hans Schneider, nach Kriegszerstörung moderner Wiederaufbau unter Einbeziehung erhaltener Konstruktionsteile, 1956, Architekt Ernst Zinsser, Hannover; mit Ausstattung | weitere Bilder Fotos hochladen |
| Rupprechtschule              | Leuschnerstraße 131, Nietzschestraße 30 Lage | 1908      | Dreiflügelanlage auf H-förmigem Grundriss, dreigeschossige Walmdachbauten, Jugendstil- und klassizistische Motive, 1908, 1913 erweitert | Fotos hochladen                |
| Evangelische Pauluskirche    | Luitpoldstraße 41 Lage                       | 1901/02   | stattliche neugotische Emporenhalle, hausteingegliederter Sandsteinquaderbau, 1901/02, Architekt Franz Schöberl, Speyer; mit Ausstattung | weitere Bilder Fotos hochladen |
| Rathaus Friesenheim          | Luitpoldstraße 48 Lage                       | 1828      | ehemaliges Rathaus; repräsentativer dreigeschossiger Walmdachbau mit Dachreiter, 1828, 1871 aufgestockt; ortsbildprägend | weitere Bilder Fotos hochladen |
| Luftschutzhochbunker         | Luitpoldstraße 54 Lage                       | 1941      | Luftschutzhochbunker; sechsgeschossiger kubischer Sichtbetonbau mit Eckbekrönungen, 1941 | Fotos hochladen                |
| Wohnhaus                     | Taubenstraße 7 Lage                          | 1905      | neugotisches Zeilenwohnhaus, sandsteingegliederter Backsteinbau, 1905, Architekt Alfred Löwenberg | Fotos hochladen                |
| Wohnhaus                     | Taubenstraße 21 Lage                         | 1903      | eineinhalbgeschossiges gotisierendes Zeilenwohnhaus, sandsteingegliederter Backsteinbau mit Mansarddach, 1903, Architekt Johann Orth | Fotos hochladen                |